# Brasław (gmina)
Brasław – dawna gmina wiejska istniejąca do 1939 roku na obszarze Ziemi Wileńskiej/woj. wileńskiego (obecnie na Białorusi). Siedzibą gminy było miasteczko Brasław (1587 mieszkańców w 1921 roku), które od 15 marca 1927 roku – nie posiadając praw miejskich – było siedzibą powiatu brasławskiego.
Początkowo gmina należała do powiatu jezioroskiego w guberni kowieńskiej. 31 października 1919 gminę włączono do utworzonego pod Zarządem Cywilnym Ziem Wschodnich nowego powiatu brasławskiego, który wszedł w skład okręgu wileńskiego. 20 grudnia 1920 gmina weszła w skład tymczasowego okręgu nowogródzkiego, a 19 lutego 1921 została włączona do nowo utworzonego woj. nowogródzkiego. Od 13 kwietnia 1922 gmina Brasław należała do objętej władzą polską Ziemi Wileńskiej, przekształconej 20 stycznia 1926 roku w województwo wileńskie. Gmina Brasław była jedną z 7 gmin wzdłuż granicy z Łotwą.
Po wojnie obszar gminy Brasław wszedł w struktury administracyjne Związku Radzieckiego.

## Demografia
Według Powszechnego Spisu Ludności z 1921 roku gminę zamieszkiwało 11 181 osób, 8205 było wyznania rzymskokatolickiego, 1366 prawosławnego, 8 ewangelickiego, 301 staroobrzędowego, 3 greckokatolickiego, 6 mahometańskiego, 1292 mojżeszowego. Jednocześnie 5229 mieszkańców zadeklarowało polską przynależność narodową, 4418 białoruska, 1 niemiecką, 978 żydowską, 429 litewską, 123 rosyjską, 2 łotewską a 1 estońską. Było tu 1913 budynków mieszkalnych.